# Мос Бич (Калифорнија)
Мос Бич (енгл. Moss Beach) насељено је место без административног статуса у америчкој савезној држави Калифорнија.

## Демографија
По попису из 2010. године број становника је 3.103, што је 1.15 (58,9%) становника више него 2000. године.
| Група             | 2000.         | 2010.         |
| Белци             | 1.660 (85,0%) | 1.953 (62,9%) |
| Афроамериканци    | 2 (0,1%)      | 25 (0,8%)     |
| Азијати           | 43 (2,2%)     | 118 (3,8%)    |
| Хиспаноамериканци | 141 (7,2%)    | 903 (29,1%)   |
| Укупно            | 1.953         | 3.103         |